# 操作主義

エドワード・T・ホールによる対人距離の図。「間柄の親密さ」という概念を、相手と接する「距離」で操作化した例。

操作主義（そうさしゅぎ、英:operationalism）とは、特に心理学、社会科学、生命科学、物理学分野の研究設計 (research design) において、他の現象からその存在が推定されるが直接には測定できない現象について測定を定義するプロセス（操作化）から理解しようとする思想原則である。

## 概要
操作化は、例えばファジー概念を実証観察によって明確に判別可能で測定可能かつ理解しやすいものに定義する。広義には、概念の外延を定義して、その概念の事例が何であって何ではないのかを説明する。
例えば、医学では健康という現象をボディマス指数や喫煙のような一つ以上の指標によって操作できるようにする。操作化したりする。もう一つ例を挙げると、視覚処理において周囲にある特定対象物の有無はそれが反射する光の具体的特徴を測定することで推定されうる。これらの例では、現象自体が一般的・抽象的（前者の健康など）であったり潜在変数（後者の対象物など）であるため、それを直接観察したり直接測定することが難しい。操作化は、複数現象が有する幾つかの観察可能で測定可能な事象によって、着目する現象の有無および幾つかの外延要素を推察する手掛かりとなる。
同一の現象に対して、複数または競合する別の操作化手法が使えることがたまにある。ある操作化手法で分析を繰り返した後、別の手法を使うと各結果が異なる操作化の影響を受けているかどうかを判断できる。これは堅牢性チェックと呼ばれている。結果が （実質的に） 変わらない場合、その結果はチェックされた変数の「特定の代替操作に対して堅牢である」と表現される。
操作主義の概念は、イギリスの物理学者 N. R. キャンベルがその著書『物理学』(Physics: The Elements, Cambridge, 1920)にて初めて発表した。この概念は次に人文科学と社会科学に広がった。物理学でも使われている。

## 理論

### 歴史
操作化とは操作定義 (operational definition) の科学的実践であり、そこでは最も基本的な概念でさえ我々が測定する操作によって定義されている。この実践は、パーシー・ブリッジマンによる1927年の科学哲学書『The Logic of Modern Physics（現代物理学の論理）』と共に物理学の分野で始まり、その方法論的な位置づけが操作主義と呼ばれている。
相対性理論において「継続時間(duration)」などの概念が異なる複数の概念に分かれた、とブリッジマンは記している。物理学理論を洗いなおす際、単一の概念と考えられていたものが実際には2つ以上の異なる概念だと判明したりする場合もある。ブリッジマンは、操作的に定義された概念のみを使用すればこうしたことが絶対起こらないと提唱した。
ブリッジマンの理論は「長さ」が様々な方法で測定されるとの理由（例えば、ものさしを使って月までの距離を測定することはできない）から批判され、論理上「長さ」とは1つの概念ではなく沢山あり、幾何学の知識を必要とする概念の一部だとされた。それぞれの概念は使用される測定操作によって定義される。別の例が球体の半径で、測定の方法次第（メートル単位とミリメートル単位など）で異なる値が出てしまう。ブリッジマンはその概念が測定において定義されると述べた。したがって批判とは、潜在的に無限の概念がそこにあり、各々がそれを測定した方法によって定義されているという点にあった。
1930年代、ハーバード大学の実験心理学者エドウィン・ボーリングと当時学生だったスタンリー・スミス・スティーブンスおよびダグラス・マクレガーは、心理学的現象の測定を定義する方法論の問題や認識論の問題に苦慮し、ハーバードの同僚パーシー・ブリッジマンによって物理学分野で提案されていたように、心理学上の概念を操作的に再構築するという解決策を見いだした。この結果、1935年からスティーブンスとマクレガーが発表した一連の記事が心理学分野で広く議論されるようになり、1945年の操作主義シンポジウムにつながって、これにもブリッジマンが貢献した。

### 操作化
実用的な「操作定義」とは、理論の活用を介して現実を説明する理論的定義に関するものと一般に理解されている。
操作化に慎重を期することの重要性は、おそらく一般相対性理論の発展においてより明確に見いだすことができる。アインシュタインは、科学者達に使われている「質量」に2つの操作定義が存在することを発見した。力を加えて加速を観察することによって定義されるニュートンの運動の第2法則から導かれる「慣性」、そして物体を量りや天秤に置くことで定義される「重力」である。以前は、常に同じ結果を生み出していたため、使用される操作の違いに注意を払う人はいなかったが、アインシュタインの重要な洞察は、2つの操作が深いレベルで同等であるため常に同じ結果を生み出しているという等価原理を仮定して、その仮定の含意（これが一般相対性理論）を解明したことだった。かくして科学における突破口は、科学的測定の異なる操作定義を鵜呑みにせず、その両方が単一の理論的概念を説明していると認識することで達成された。アインシュタインによる操作主義アプローチへの否定的見解は、ブリッジマンによって「アインシュタインは、彼自身がその特殊理論で我々に教えてくれた教訓と洞察を、自分の一般相対性理論には取り入れなかった」と批判された。

## 社会科学
操作化は、社会科学分野でも科学的手法や心理検査の一部でしばしば使われている。操作化に関する特別な懸念は、操作の妥当性に対して独自の問題があると考えられる複雑な概念等（例えば、ビジネス調査とかソフトウェアエンジニアリング）を扱う場合に生じる。

### 怒りの例
例えば、研究者が怒りというものを測定したい場合がある。怒りとは無形であり、その存在および感情の深さは、外部の観察者から直接測定はできない。むしろ、顔の表情、語彙の選択、声の大きさや口調など他の測定手法が、外部の観察者によって用いられる。
もし研究者がさまざまな人の怒りの深さを測定したいとき、最も直接的な操作は「あなたは怒っていますか？」「どれくらい怒っていらっしゃいますか？」という質問をすることである。ただし、この操作は個人の定義に依存するため問題がある。軽い迷惑をこうむって少し怒っている状態でも自分としては「非常に怒っている」と表現する人もいるし、激しい挑発を受けて激怒しているのに自分としては「少し怒っている」と表現する人もいる。しかも多くの場合、彼らが怒っているかどうかを被験者に尋ねることは現実的ではない。
怒りの尺度の1つが声の大きさであるため、被験者が通常時の声量に比べてどれだけ大きな声を出すかを測定することにより、研究者は怒りという概念を研究者は怒りの概念を操作化できる。しかしこの場合、声量が全ての怒りに適用可能な尺度だと前提しておく必要がある。というのも、口頭で反応する人もいれば、肉体的に反応する人もいるからである。

### 経済学での異論
社会科学における操作主義への主な批判の一つが「本来の目的は、かつて心理学理論を支配していた主観的精神概念を排除し、それらをもっと操作的に意義のある人間行動の説明に置き換えることだった。しかし経済学で見られるように、操作主義の支持者は最終的に「操作主義をひっくり返す」結果となった」というものである。
「欲望や目的というような形而上学の用語を置き換えるかわりに」彼らは「それらに操作的な定義を与えることによって、それらの用語を用いることを正当化してした」という。心理学の分野でも、経済学で起こったのと同様、当初の非常に過激な操作主義の思想が最終的には主流の方法論的実践を「再保障する拘りの対象(reassurance fetish)」という役割を果たすだけに過ぎなくなった。

## 概念的枠組みとの結びつき
上述の議論は、操作化を概念の測定と結び付けるものである。多くの学者が、職への満足度、偏見、怒りなどの概念を操作化して研究している。尺度や指数というものを設けることは、操作主義の形態でもある。尺度や指数の構築が操作化の形態である。操作化に最適な方法は1つではない。例えば、米国では移動距離の概念がマイルで操作化され、ヨーロッパや日本ではキロメートルが使われている。
操作化は実証研究手順の一部である。実証研究の質問を例にとると「仕事の満足度は仕事の離職率に影響を与えるのか?」については、仕事の満足度と仕事の離職率の両方を測定する必要がある。概念とそれらの関係は重要であり、操作化はより大きな概念的枠組みの中で実施される。大規模な実証研究の質問や目的がある場合、データ収集を始める前に質問に対する回答を整理するための概念的枠組みを操作化させておく必要がある。もし学者が概念的枠組みにもとづいてアンケートを作成したのなら、彼らはその枠組みの操作化を済ませている。最も厳格な実証研究は、透明性があり概念的枠組みと繋がった操作化を含んでいるべきである。
極端に単純な例を挙げれば、「職への満足度は、離職率を下げる」という仮説は、職への満足度と離職率という2つの概念を結びつける（また枠組みを構築する）一つの方法である。満足度というアイディアから、仕事満足度の尺度を構築するアンケート項目を設定するプロセスが操作化である。例えば、1) 全体的に、私は自分の仕事に満足している、2)一般的に、私は自分の仕事が好きである、という2つの簡単な質問を用いて仕事満足度を測定することができる。 。
操作主義では、形式的（定量的） 仮説を試験する場合と作業仮説（定性的）を試験する場合とで、異なる論理を用いる。形式的仮説の概念は、経験的に（または操作主義的に）数値変数として表され、推計統計学を用いて試験される。一方、作業仮説（特に社会科学と行政学）は証拠収集と証拠の評価を通じて試験される。その証拠は一般的にケーススタディの文脈の中で収集される。研究者は「その証拠が作業仮説を「支持」するのに十分なのか?」を尋ねる。正式な操作主義では、仮説を支持するために必要な証拠のみならず仮説を支持「できない」証拠の類も指定する。ロバート・インは、データ収集段階で必要な証拠の類を指定する方法として、ケーススタディの決め事(protocol)を作っておくことを推奨している。彼は証拠の情報源を1)文書、2)アーカイブ記録、3)インタビュー、4)直接観測、5)参与観察、6)物理的人工物や文化的人工物、の6つだと規定している。
行政分野で、2006年にシールズとタジャリは5種類の概念的枠組み（作業仮説、記述的範疇、実用的理想型、オペレーションズ・リサーチ、形式的仮説）を特定した。彼らはこの概念的枠組みそれぞれがどのように操作化されうるかを説明して示した。彼らはまた、文献と結びついた概念的枠組みの表を作成する方法を示し、概念的枠組みを操作化する方法 （概念の測定） の細目を割り当てた操作主義の表を作って見せることで、概念化と操作化をより具体的にする方法も示している。